# 邓迪联女子足球俱乐部
邓迪联女子足球俱乐部（英語：Dundee United W.F.C.）是一個位於蘇格蘭鄧迪的女子足球會，於2015年創辦，是邓迪联足球俱乐部的附屬球會，球隊主場為坦纳迪斯公园球场對面的古西公園球場。

## 歷史
2015年4月，蘇格蘭足球超級聯賽球會邓迪联足球俱乐部宣佈在下一年度將會組織一支女子足球隊，參加蘇格蘭女子足球聯賽。成立時有超過50人應徵女子足球主教練一職，但應徵者中沒有一位是女性。2015年6月，加文·比思在眾人中脫穎而出，獲任命為主教練，之後球會開始邀請球員試訓。
2016年3月6日，球隊參加了第一場正式比賽，在蘇格蘭女子足球乙級聯賽東以5比0擊敗鄧弗姆林體育發展會。兩隊在蘇格蘭女子足球乙級聯賽盃決賽再次相遇，邓迪联以半場7-0，全場9-0擊敗對手奪冠。同年10月9日，球會以6比0擊敗愛丁堡喀里多尼亚，奪得聯賽冠軍。球隊的第一個球季以聯賽16戰全勝，134球正球差的紀錄晉級至甲級聯賽。
2018年10月，球隊在蘇格蘭女子足球甲級聯賽北比賽中以7-2擊敗科流浪，奪得聯賽冠軍。該場比賽在坦纳迪斯公园球场舉行，吸引了400多名觀眾。球隊最終以4分分差成為聯賽冠軍，在新一球季晉級至蘇格蘭女子足球乙級超級聯賽。

## 榮譽
- 蘇格蘭女子足球甲級聯賽北
  - 冠軍（1）： 2018
- 蘇格蘭女子足球乙級聯賽東
  - 冠軍（1）： 2017
- 蘇格蘭女子足球乙級聯賽盃
  - 冠軍（1）： 2016

## 外部連結
- 邓迪联女子足球俱乐部的Facebook專頁

56°28′24″N 2°58′05″W / 56.473205°N 2.968110°W